# Pilot Pen Tennis 2000
Pilot Pen Tennis 2000 — тенісний турнір, що проходив на відкритих кортах з твердим покриттям Cullman-Heyman Tennis Center у Нью-Гейвені (США). Це був 18-й турнір Connecticut Open. Належав до турнірів 2-ї категорії в рамках Туру WTA 2000. Тривав з 20 до 26 серпня 2000 року.

## Фінальна частина

### Одиночний розряд
- Вінус Вільямс —  Моніка Селеш, 6–2, 6–4.[1]

Для Вільямс це був 4-й титул в одиночному розряді за сезон 13-й - за кар'єру. Це була її друга перемога на цьому турнірі.

### Парний розряд
- Жюлі Алар-Декюжі /  Ай Суґіяма —  Вірхінія Руано Паскуаль /  Паола Суарес, 6–4, 5–7, 6–2.[1]

Для Алар-Декюжі це був 11-й титул в парному розряді за кар'єру і 14-й для Сугіями.
Для пари це був 3-й титул за сезон після перемогу у Сіднеї та Маямі.